# Cugir
Cugir (pronunciació en romanès: [kuˈd͡ʒir]; en alemany: Kudsir, Kudschir, en hongarès: Kudzsir) és una ciutat del comtat d'Alba (Romania). L'assentament central de la regió de Breadfield, es troba a uns 40 quilòmetres al sud-oest d'Alba Iulia, la capital del comtat, i a 300 metres sobre el nivell del mar a la base de les muntanyes Șureanu.

## Administració
Cugir, una ciutat des de 1968, administra set pobles: Bocşitura (hongarès Boksiturahavas, alemany Potschitur), Bucuru (Bukuruhavas / Bukur), Calene (Kalenihavas / Kalleney), Feţeni (Fecehavas / Fetzeberg), Goaşele (Goaselehavas / Eisenhammer), Mugeşti (Mugestihavas / Kudschirstallen) i Vinerea (Felkenyér / Oberbrodsdorf).

## Demografia
Segons el cens del 2011, a la ciutat hi havia una població total de 21.376 persones. Dels que disposaven de dades, el 95,4% eren romanesos, el 3,4% gitanos, el 0,9% hongaresos i el 0,2% alemanys.

## Nom
Al llarg de la història, el nom de la ciutat s'esmenta en molts documents amb diferents noms en diferents idiomes, per tant l'antic assentament "villa Kunentum" esdevé el 1493 villa Kudzyr, el 1566 Kwczyr, el 1599 - Kuchir, el 1656 - Kuchjir, el 1673 - Kucsir, el 1733 - Kuser, el 1750 - Kudsier, 1760–1762 - Kudzser, el 1805 Kudsir i el 1850 - Kusir.

## Història

### Temps antics
Nombrosos descobriments arqueològics demostren que la vida a la regió va florir ja a l'edat del bronze, cap al segle X aC, formant part de Cugir del territori conegut com "Les portes de ferro de Transsilvània ", una regió famosa pels seus recursos naturals de ferro. El 88-44 aC, el rei Burebista, el més poderós dels reis de Tràcia, segons l'historiador Acronion, va establir la nova capital a la zona, a Sarmizegetusa Regia (situada a les muntanyes Șureanu a l'oest de Cugir). En aquest període, l'assentament de Cugir (villa Kunentum) va ser un important centre d'extracció i processament de metalls, amb famosos tallers de producció d'eines, armes i monedes.

### Època moderna
Cugir té una història política complexa amb períodes sota el Principat de Transsilvània, la Monarquia dels Habsburg, el Regne d'Hongria i el Regne de Romania.
A mitjan segle xviii les autoritats de l'Imperi dels Habsburg van establir la "Policia Fronterera" a Transsilvània. També van intentar reclutar romanesos del sud de Transsilvània entre Baraolt i Orăștie, però els locals van oposar una ferotge resistència contra la inscripció. La població es va revoltar a causa d'una política d'expulsió i deportació forçada que s'utilitzava per convèncer els pobles de sumar-s'hi i es va produir una sagnant massacre al lloc conegut avui com l'antic mercat de la ciutat. Es van tornar a produir forts enfrontaments a la zona quan les autoritats van decidir "frenar" els pobles veïns Șibot i Vinerea per establir la 4a companyia. Finalment, després de greus conflictes i pressions, el 1764 es van establir 6 regiments i el 1768 es va formar un altre batalló perquè la policia fronterera de Transsilvània fos d'aprox. 17000 soldats.

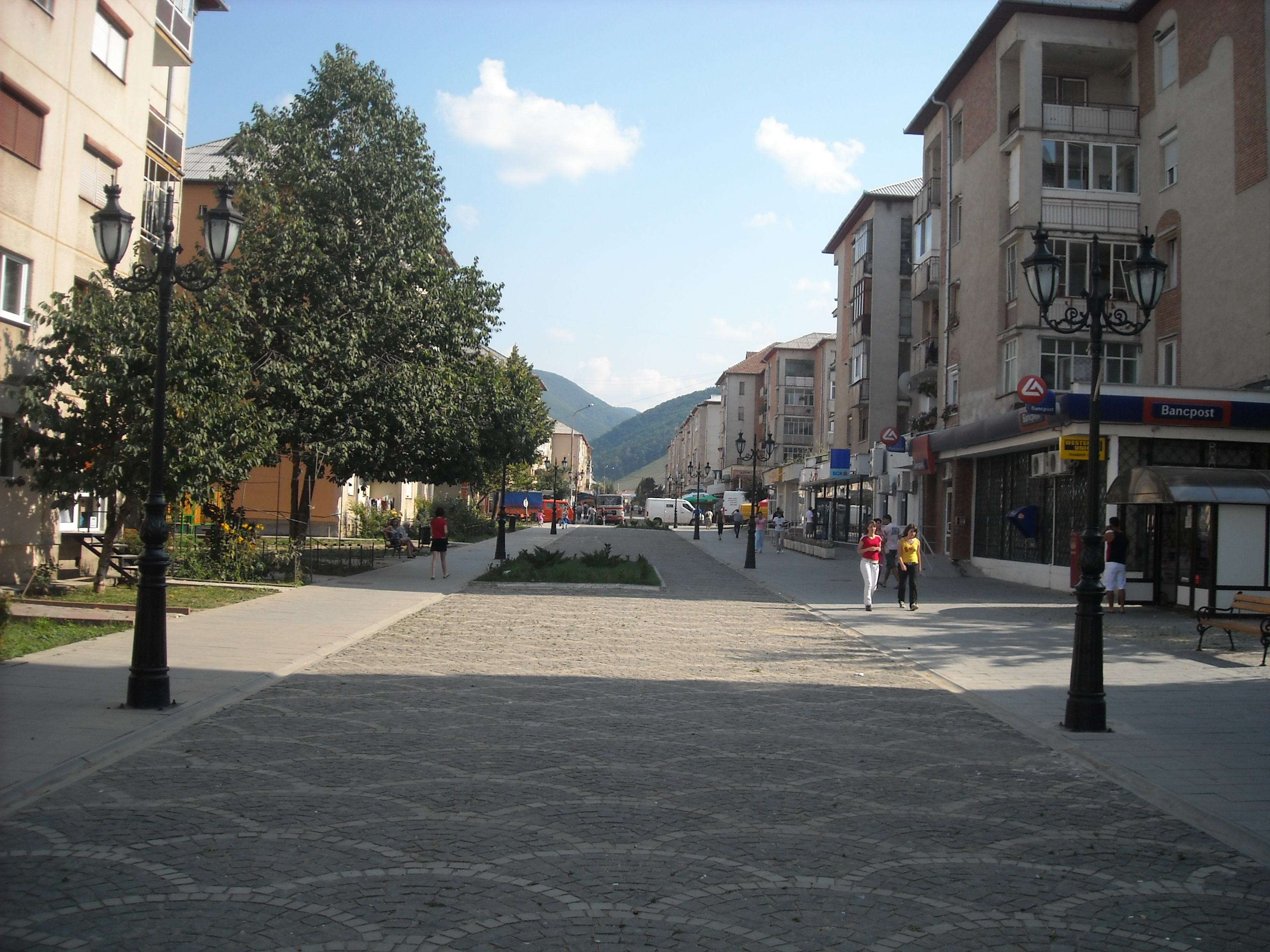
Centre del poble

Després de la pèrdua de Silèsia, les autoritats i el negoci austríac van començar a invertir fons en la indústria minera i manufacturera de Transsilvània. El 1764 l'emperadriu Maria Teresa d'Àustria va donar préstecs a llarg termini sense interessos a les concessionàries que es comprometien a explotar les mines i les fàbriques estatals i concessionàries utilitzaven treballadors lliures portats d'Estíria, Caríntia, Tirol, Alta Hongria o Dalmàcia, però els camperols locals representaven força de treball principal. A causa de la industrialització, es va segrestar un gran nombre de pobles romanesos i els seus terrenys, pastures, terres agrícoles i boscos. A finals del segle xviii es van fundar fàbriques de processament de metalls a Cugir i Sibișel, només 15 anys després de la supressió de la Revolta d'Horea, Cloșca i Crișan per explotar els recursos minerals i també per reforçar l'obediència envers l'Imperi. Segons els documents, la "fàbrica de ferro i acer" es va establir a Cugir l'any 1799, una de les primeres fàbriques de Transsilvània i des de llavors la història de la ciutat ha girat al seu voltant.
Després del Compromís Austrohongarès de 1867, va passar a formar part del Regne d'Hongria dins d'Àustria-Hongria fins al final de la Primera Guerra Mundial. Des de llavors, forma part de Romania, que va ser reconeguda internacionalment pel Tractat de Trianon el 1920.
Després, la fàbrica va passar a ser propietat de l'estat romanès i durant la Segona Guerra Mundial la seva producció va ser aprofitada per l'Alemanya nazi amb finalitats bèl·liques. Des de 1946 la fàbrica d'armes Cugir va orientar la seva producció cap a components militars i electrodomèstics, especialment rentadores. Es va convertir en el primer productor romanès de màquines de cosir per a usos industrials i privats.

## Clima
Cugir té un clima continental humit (Cfb a la classificació climàtica de Köppen).

## Economia

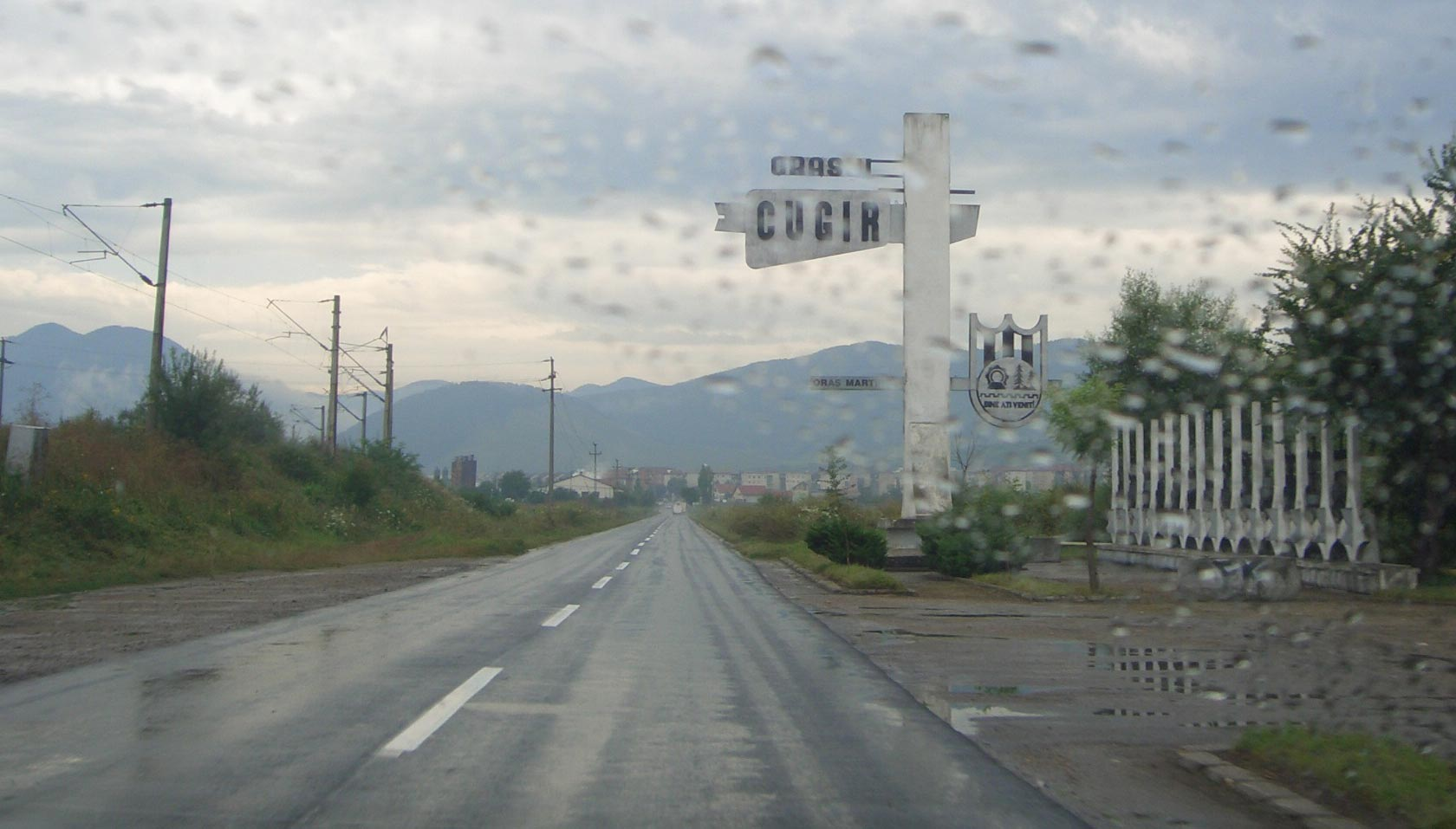
Entrada a Cugir

La ciutat és molt industrialitzada, amb almenys la meitat de la població total en edat de treballar dedicada a activitats industrials i al voltant del 30 % es dedica a activitats forestals. SC Uzinele Mecanice Cugir SA és el principal empresari de la ciutat i ha diversificat la seva producció fins a incloure al llarg dels productes tradicionals components per a automoció i armes de foc, i una gran part de la seva producció es destina a l'exportació. Un altre empresari és SC Star Transmission Cugir SA, una empresa de Daimler que produeix peces de caixes de canvis.

## Educació
La ciutat té una escola secundària (David Prodan National College), una escola tècnica, 3 escoles mitjanes i 6 jardins d'infants.

## Esport
L'equip de futbol local, Metalurgistul Cugir, juga a la divisió nacional de la Lliga III.

## Fills il·lustres
- Teodor Atanasiu - polític
- Valentin Uritescu - actor de cinema, televisió i teatre